# Kolno (Powiat Olsztyński)
Kolno (deutsch Groß Köllen, älter Groß Kellen und Groß Cölln) ist ein Dorf im Powiat Olsztyński der Woiwodschaft Ermland-Masuren in Polen. Es ist Sitz der gleichnamigen Landgemeinde im Powiat Olsztyński (Kreis Allenstein).

## Geographische Lage
Das Dorf liegt am Rheinfluss im historischen Ermland, etwa zwölf Kilometer südwestlich der früheren Kreisstadt Reszel (Rößel) und 41 Kilometer nordöstlich der heutigen Kreismetropole und auch Woiwodschaftshauptstadt Olsztyn (Allenstein).

## Geschichte

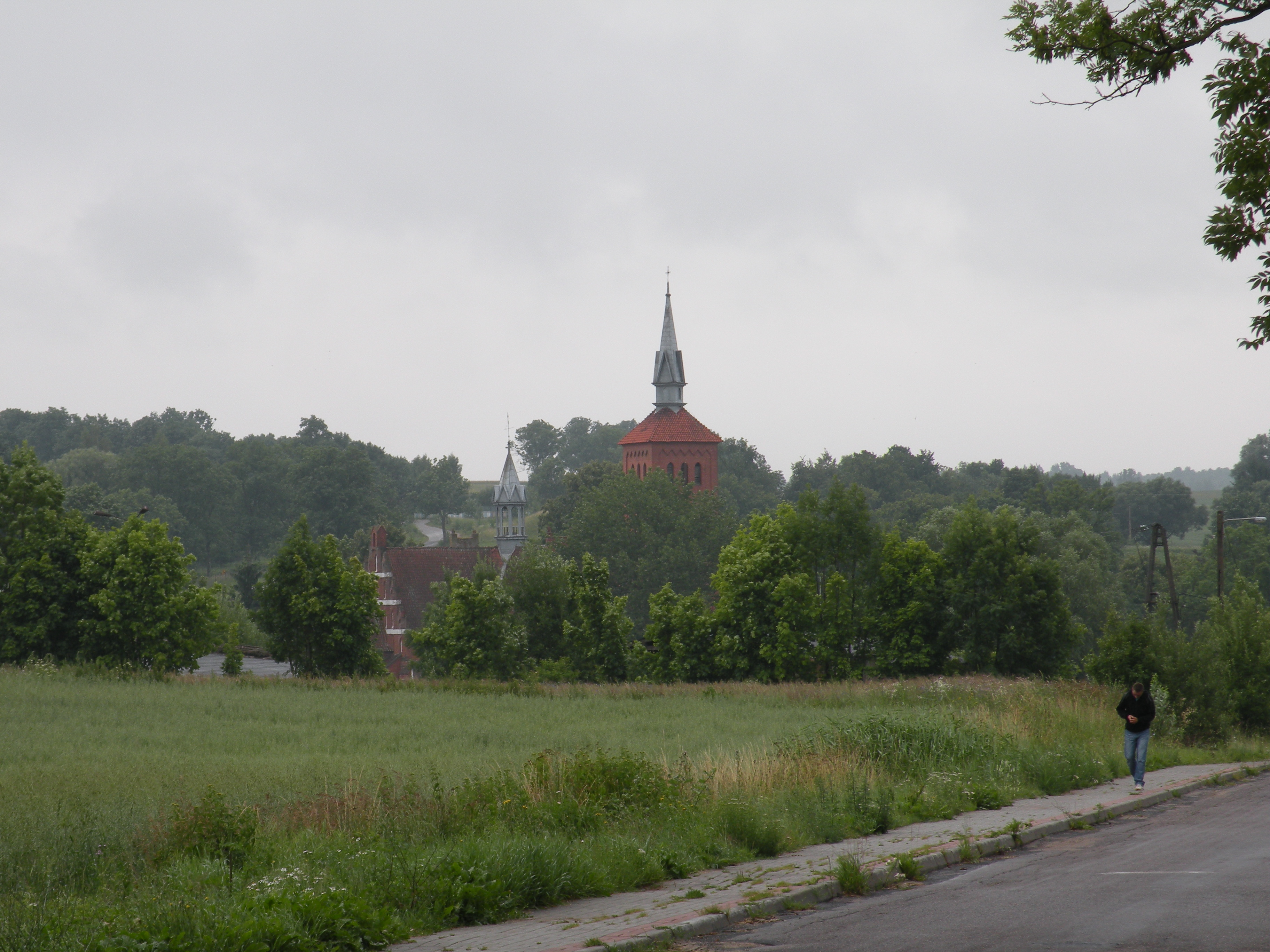
Dorfpanorama

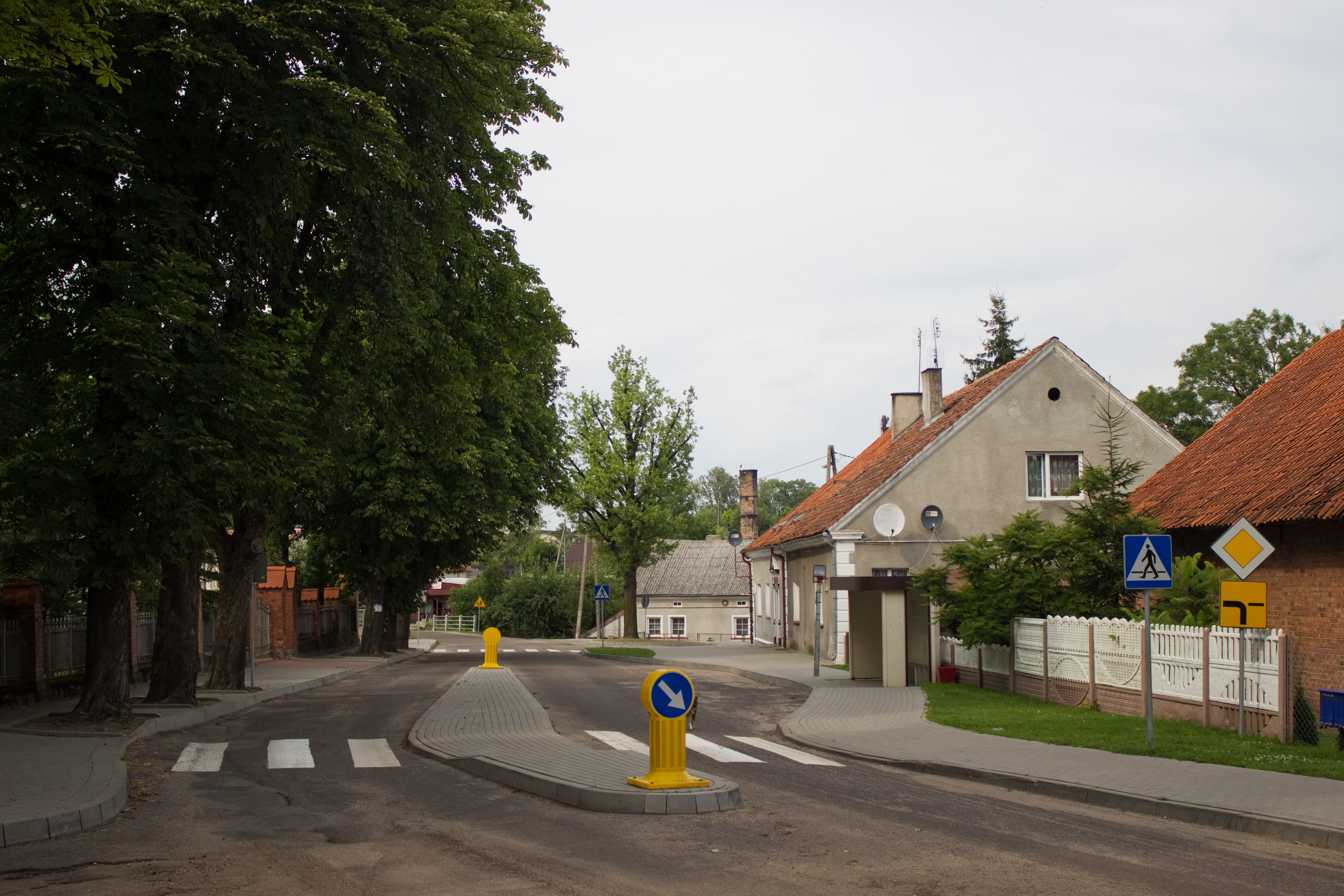
Dorfstraße

### Ortsgeschichte
Am 11. Juni des Jahres 1359 ist den Begründern von Groß Cölln, Erdmann, Beckmann und Zimmermann aus der Gegend von Cöln am Rhein stammend, das Gebiet von den Voigsdorfer Höhn bis zu den Scheller Sümpfen, westlich und südlich bis zum undurchdringlichen Sumpf, übergeben worden. Ordenslandmeister Karl von Hoenemann hat ein Privileg an oben genannten Tagen diesen drei Männern ausgehändigt. Die Linie Erdmann hat mehrere Jahrhundert das Amt des Dorfschulzen bekleidet. Das Flüsschen Rhein wurde damals Altpreußisch „Ryn“ genannt. Die Kapelle wurde den Patronen dee Heitkircje in Köln, den Hl. drei Königen geweiht. Die Ortschaft wurde Groß Cöllen benannt.
Im Jahr 1785 wird Groß Kellen als ein königliches Dorf mit einer Kirche, einer Wassermühle und 79 Feuerstellen (Haushaltungen) bezeichnet.
Zu dem Pfarrdorf Groß Kellen gehörte um 1785 das adlige Vorwerk Butschicrowo mit sechs Feuerstellen.
Im Jahr 1858 betrug der Flächeninhalt der Gemarkung des Bauerndorfs 5297 Morgen, wovon im Dezember 1864 über 3310 Morgen Ackerland waren.
Am 9. Juli 1874 wurde Groß Kellen Amtsdorf und damit namensgebend für einen Amtsbezirk im Kreis Rößel im Regierungsbezirk Königsberg (ab 1905: Regierungsbezirk Allenstein), in den sechs Ort eingegliedert wurden.
Aufgrund der Bestimmungen des Versailler Vertrags stimmte die Bevölkerung im Abstimmungsgebiet Allenstein, zu dem Groß Köllen gehörte, am 11. Juli 1920 über die weitere staatliche Zugehörigkeit zu Ostpreußen (und damit zum Deutschen Reich) oder den Anschluss an Polen ab. In Groß Köllen stimmten 640 Einwohner für den Verbleib bei Ostpreußen, auf Polen entfielen keine Stimmen.
Im Jahr 1945 gehörte Groß Köllen zum Landkreis Rößel im Regierungsbezirk Allenstein (vor 1905 im Regierungsbezirk Königsberg) der Provinz Ostpreußen des Deutschen Reichs.
Gegen Ende des Zweiten Weltkriegs wurde die Region im Frühjahr 1945 von der Roten Armee besetzt. Im Sommer 1945 wurde Groß Köllen von der sowjetischen Besatzungsmacht gemäß dem Potsdamer Abkommen zusammen mit der südlichen Hälfte Ostpreußens unter polnische Verwaltung gestellt. Die Polen führten für Groß Köllen die Ortsbezeichnung „Kolno“ ein. Soweit die deutschen Einwohner nicht geflohen waren, wurden sie in der Folgezeit aus Groß Köllen vertrieben.

### Bevölkerungsentwicklung 1816 bis 1945
| Jahr | Einwohner | Anmerkungen                                 |
| ---- | --------- | ------------------------------------------- |
| 1816 | 539       | [ 9 ]                                       |
| 1852 | 695       | [ 10 ]                                      |
| 1858 | 664       | davon zwölf Evangelische und 652 Katholiken |
| 1864 | 717       | am 3. Dezember                              |
| 1871 | 720       | [ 11 ]                                      |
| 1910 | 822       | [ 12 ]                                      |
| 1933 | 797       | [ 13 ]                                      |
| 1939 | 818       | [ 13 ]                                      |

### Amtsbezirk Groß Köllen 1874 bis 1945
Zum 1874 gebildeten Amtsbezirk Groß Köllen (damals noch „Groß Kellen“) gehörten sechs Orte:
| Deutscher Name | Polnischer Name | Anmerkungen                                                                   |
| -------------- | --------------- | ----------------------------------------------------------------------------- |
| Bergenthal     | Górowo          | 1928 nach Klein Köllen eingemeindet, das dann in „Bergenthal“ umbenannt wurde |
| Groß Köllen    | Kolno           |                                                                               |
| Klein Köllen   | Kolenko         | 1928 in „Bergenthal“ umbenannt                                                |
| Krausen (Dorf) | Kruzy           |                                                                               |
| Krausen (Gut)  |                 | 1928 in die Landgemeinde (Dorf) Krausen eingegliedert                         |
| Mathildenhof   | Radochowo       | 1928 nach Krausen eingemeindet                                                |

Im Januar bildeten nur noch die Orte Bergenthal, Groß Köllen, und Krausen den Amtsbezirk.

## Kirche
Seit dem 14. Jahrhundert gibt es in Groß Köllen resp. Kolbo eine christliche Kirche. Aus dieser Zeit stammt auch das Kirchengebäude im gotischen Baustil mit verlängertem Ostgiebel. Es ist den Heilige Drei Königen geweiht und Gottesdienststätte der römisch-katholischen Kirche.

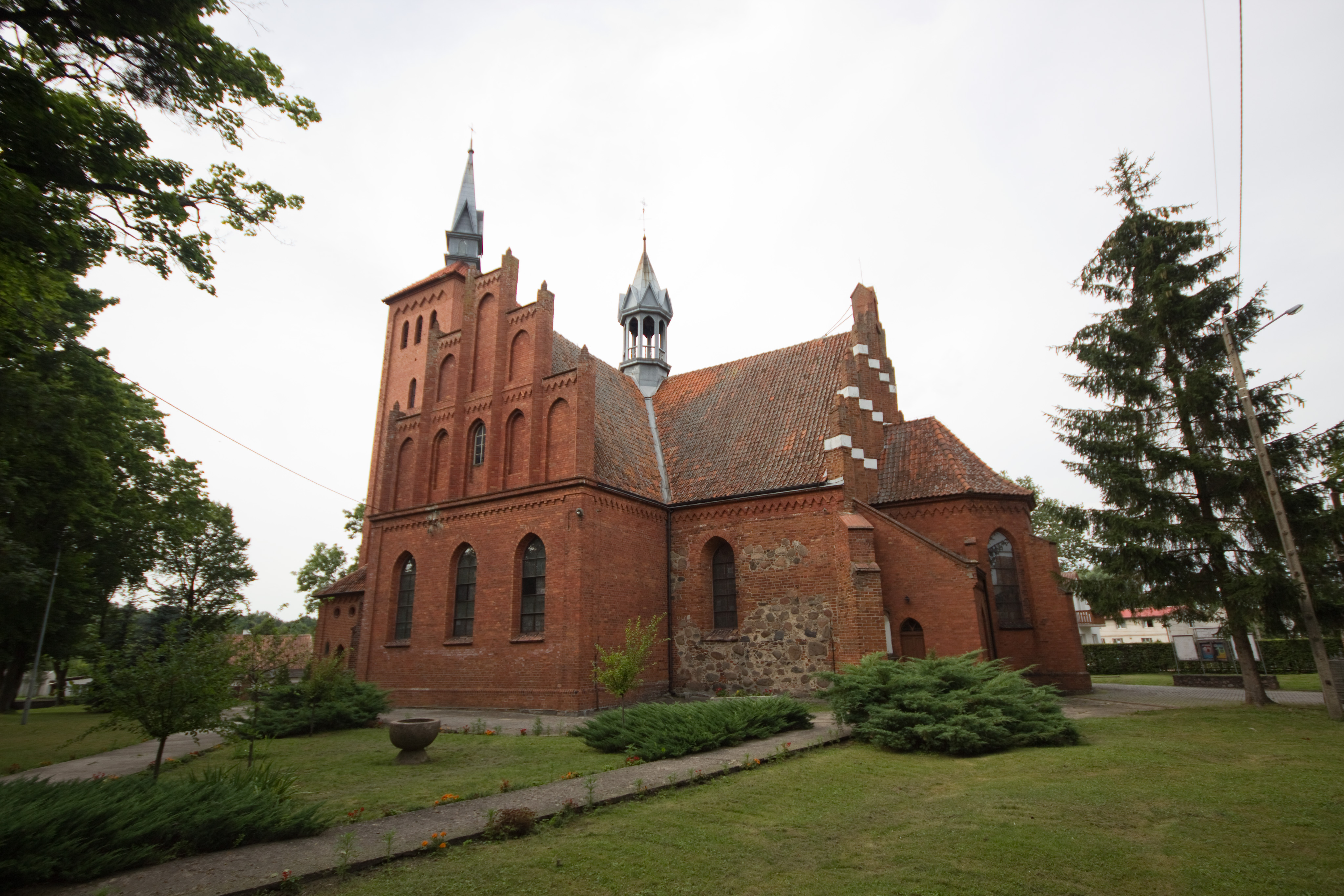
Die Dreikönigskirche in Kolno

### Römisch-katholisch
Die heutige römisch-katholische Pfarrei in Kolno gehört zum Dekanat Biskupiec Reszelski (Bischofsburg) im Erzbistum Ermland. Noch im 19. Jahrhundert wurde hier in Deutsch und in Polnisch gepredigt. Außer dem Pfarrort waren zwölf Dörfer in die Pfarrei eingegliedert, von denen heute nicht mehr alle existieren: Bansen (polnisch Bęsia), Bergenthal (Górowo), Bodzianowo (1930 bis 1945: Buchental, polnisch Bocianowo), Eduardshof (Edwardowo), (Groß) Ottern (Otry), Klein Köllen (Kolenko), Klein Ottern (Oterki), Krausen (Kruzy), Mathildenhof (Radochowo), Neusorge (Kłopotowo), Orlowo (1938 bis 1945: Orlen, polnisch Orłowo) und Ottenburg (Wólka).
Um 1890 wurde die Kirche um ein Querschiff, einen stilisierten Chor mit Sakristeien und einen Turm mit Laterne sowie Vorhallen erweitert. Die Innenausstattung der Kirche des Gotteshauses stammt aus dem 17., 18. und 19. Jahrhundert. Ein Flachrelief aus der Kirche mit der Anbetung der Hl. Drei Könige aus dem beginnenden 16. Jahrhundert befindet sich heute in der bischöflichen Kurie in Olsztyn (Allenstein).

### Evangelisch
In Groß Köllen resp. Kolno konnte die Reformation nicht Fuß fassen. So gab und gibt es hier auch keine evangelische Gemeinde. Die evangelischer Einwohner waren bis 1945 nach Rößel (polnisch Reszel) in der Kirchenprovinz Ostpreußen der Kirche der Altpreußischen Union eingepfarrt. Heute gehören sie zur Kapellengemeinde Biskupiec (Bischofsburg), einer Filialgemeinde der Pfarrei Sorkwity (Sorquitten) in der Diözese Masuren der Evangelisch-Augsburgischen Kirche in Polen.

## Gemeinde
Zur Landgemeinde Kolno gehören das Dorf selbst und 15 weitere Dörfer mit Schulzenämtern (sołectwa). – Seit 2006 unterhält die Gemeinde Kolno eine Partnerschaft mit der Gemeinde Belm im Landkreis Osnabrück.

## Verkehr

### Straße
Kolno liegt an einer Nebenstraße, die die drei Woiwodschaftsstraßen 593, 594 und 596 mit den Dörfern Sątopy (Santoppen), Ryn Reszelski (Schellen) und Bęsia (Bansen) miteinander verbindet. In Kolno wird die Straße durch eine andere von Kabiny (Kabienen) bis nach Wójtowo (Voigtsdorf) führende Nebenstraße gekreuzt.

### Schiene

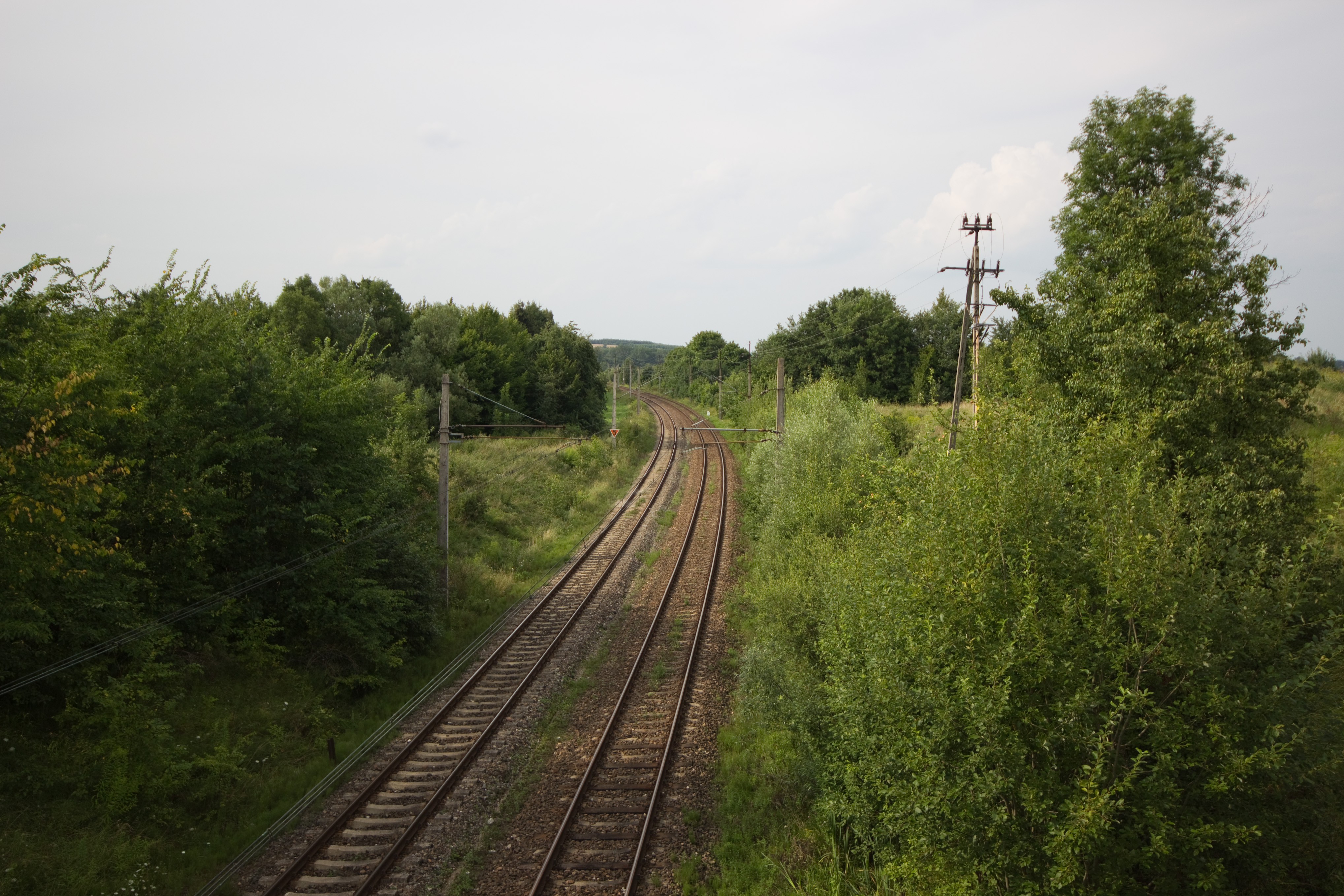
Die Bahnstrecke Toruń–Tschernjachowsk im Abschnitt Kolno

Seit 1871 verläuft durch Kolno die Bahnstrecke Toruń–Tschernjachowsk (deutsch Thorn–Insterburg), allerdings ohne Halt. Die nächste Bahnstation war Bergenthal (polnisch Górowo).
Das hat sich geändert: seit 2023 ist Kolno Haltepunkt (polnisch Przystanek) an der nun von der Polnischen Staatsbahn (PKP) befahrenen Linie 353 von Posen über Toruń nach Korsze (Korschen). Der Abschnitt bis nach Nordostpreußen (jetzt: Oblast Kaliningrad; Gebiet Königsberg (Preußen)) in das russische Tschernjachowsk (Insterburg) ist ausgesetzt.

## Persönlichkeiten des Ortes

### Aus dem Ort gebürtig

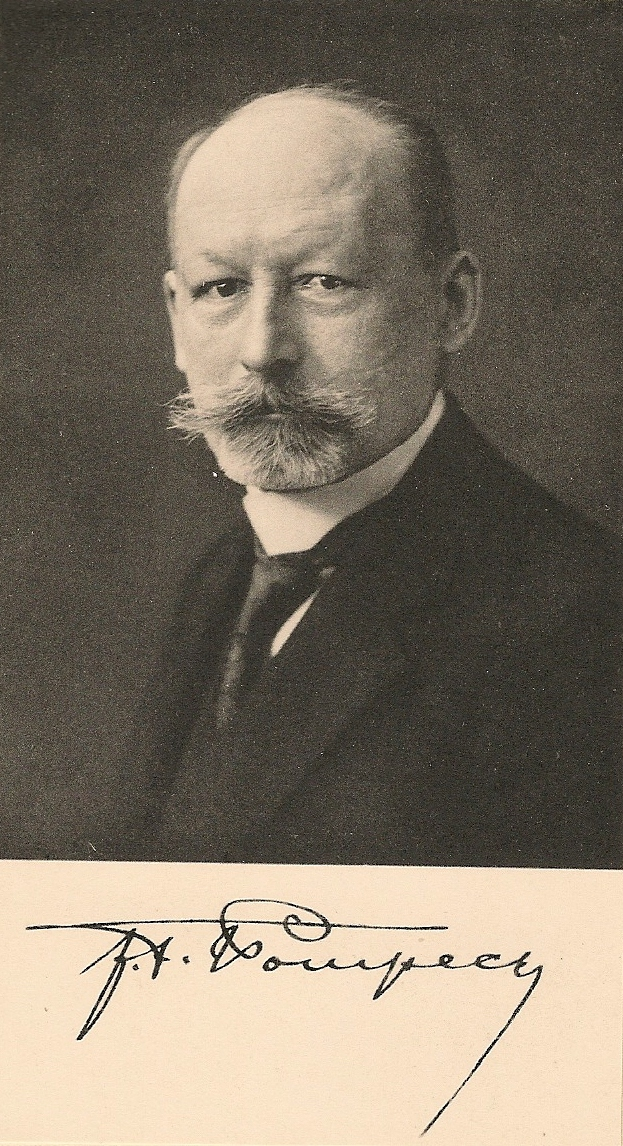
Josef Felix Pompeckj

- Josef Felix Pompeckj (* 10. Mai 1867 in Groß Köllen), deutscher Paläontologe und Geologe († 1930 in Berlin)

### Mit dem Ort verbunden
- Paul Schwartz (1878–1945), deutscher römisch-katholischer Geistlicher und Märtyrer, war nach 1903 Kaplan in Groß Köllen
- Johannes Marquardt (1888–1945), deutscher römisch-katholischer Geistlicher und Märtyrer, war nach 1913 Kaplan in Groß Köllen
- Hugo Wessolek (1905–1945), deutscher römisch-katholischer Geistlicher und Märtyrer, war nach 1942 Pfarrer in Groß Köllen